# جان توشاک
جان توشاک (انگلیسی: John Toshack؛ زادهٔ ۲۲ مارس ۱۹۴۹) یک بازیکن و مربی فوتبال اهل ولز است.
از باشگاه‌هایی که در آن بازی کرده‌است می‌توان به باشگاه فوتبال سوانزی سیتی، باشگاه فوتبال کاردیف سیتی و باشگاه فوتبال لیورپول اشاره کرد. وی سابقه ۴۰ بازی در تیم ملی فوتبال ولز را در کارنامه دارد. توشاک در سال ۲۰۱۸ با عقد قراردادی سه‌ساله سرمربی‌گری باشگاه فوتبال تراکتور را برعهده گرفت و در ۲۶ شهریور ۱۳۹۷ استعفا داد.

## افتخارات

### بازیکن
کاردیف سیتی
- جام حذفی ولز (۳) ۱۹۶۶–۶۷، ۱۹۶۷–۶۸، ۱۹۶۸–۶۹

لیورپول
- لیگ دسته اول انگلستان (۳): ۱۹۷۲–۷۳، ۱۹۷۵–۷۶، ۱۹۷۶–۷۷
- جام حذفی انگلستان (۱): ۱۹۷۴
- جام خیریه انگلستان (۱): ۱۹۷۶
- لیگ قهرمانان اروپا (۱): ۱۹۷۷
- لیگ اروپا (۲): ۱۹۷۲–۷۳، ۱۹۷۵–۷۶
- سوپرجام اروپا (۱): ۱۹۷۷

### بازیکن مربی
سوانزی سیتی
- جام حذفی ولز (۳): ۱۹۸۰–۸۱، ۱۹۸۱–۸۲، ۱۹۸۲–۸۳

### مربی
رئال سوسیداد
- کوپا دل ری (۱): ۱۹۸۶–۸۷

رئال مادرید
- لا لیگا (۱): ۱۹۸۹–۹۰

دیپورتیوو
- سوپرجام اسپانیا (۱): ۱۹۹۵

بشیکتاش
- جام حذفی ترکیه (۱): ۱۹۹۷–۹۸

خزر لنکران
- سوپر جام جمهوری آذربایجان (۱): ۲۰۱۳

الوداد کازابلانکا
- لیگ دسته اول مراکش (۱): ۲۰۱۴–۱۵